# Pterodroma neglecta
Il petrello di Kermadec (Pterodroma neglecta (Schlegel, 1863)) è un uccello della famiglia Procellariidae.

## Descrizione
Lunghezza 35,5 cm. Presenta due fasi del piumaggio bruno chiaro e nero, prima del completamento mostra una gamma di sfumature dal grigio al bruno scuro. Gli esemplari chiari hanno ventre bianco, testa e gola chiare, mentre gli esemplari scuri sono quasi neri con macchie bianche su gola e sulle ali.Caratteristica distintiva di ogni fase è la trama interna bianca.

## Biologia

### Voce
Un chic-cou-ou-ou-ou sul luogo di nidificazione.

### Riproduzione
Da ottobre a febbraio. Nidifica sul terreno, sotto un qualsiasi riparo. Depone un solo uovo di color bianco.

## Distribuzione e habitat
Isole subtropicali del Pacifico meridionale.
Specie pelagica nidifica sulle isole rocciose e cespugliose.